# Брашнен червей
Брашнените червеи (Tenebrio molitor) са ларвната форма на брашнените бръмбари. Както всички холометаболни насекоми, те преминават през 4 жизнени стадия: яйце, ларва, какавида и имаго. Ларвите достигат до 2,5 cm, докато имагото е между 1,25 и 1,8 cm дължина.

## Разпространение
Брашнените червеи се срещат най-често в мелниците, но в наши дни те често се отглеждат и от развъдчици с различни цели. Най-често те са използвани като храна за различни насекомоядни влечуги, риби или птици. Те са много богати на протеини и това ги прави много добър източник на храна за тези животни.

## Възпроизводство
Брашнените бръмбари са доста плодовити. Един женски екземпляр може да снесе около 500 яйца. Развитието на тези яйца до друг възрастен екземпляр зависи най-вече от температурата и проветрението.

### Ларвен период
По време на ларвния стадий се повтаря многократно линеене, защото тялото на ларвата нараства, а екзоскелетът ѝ остава с по-малък обем.

### Какавиден период
Брашненият червей остава в своя какавиден стадий от 3 до 30 дни (зависи от температурата и проветрението). По време на този период ларвата първоначално е бяла и постепенно сменя цвета си до кафяв.
Времето за което се преминава през всички периоди:
- Като яйце: 10 – 12 дни.
- Като ларва: 12 – 54 дни.
- Като какавида: 3 – 30 дни.
- Като имаго: 60 – 90 дни.